# بركان (أصفهان)
بركان هي قرية في مقاطعة أصفهان، إيران. عدد سكان هذه القرية هو 1,477 في سنة 2006.